# Battaglia delle Acque Blu
La battaglia delle Acque Blu fu uno scontro combattuto nell'autunno del 1362 o del 1363 sulle rive del fiume Sinjukha, affluente sinistro del Bug Orientale, tra gli eserciti del Granducato di Lituania e l'Orda d'Oro. I lituani ottennero una vittoria decisiva e riuscirono a concludere la conquista del Principato di Kiev.

## Contesto storico

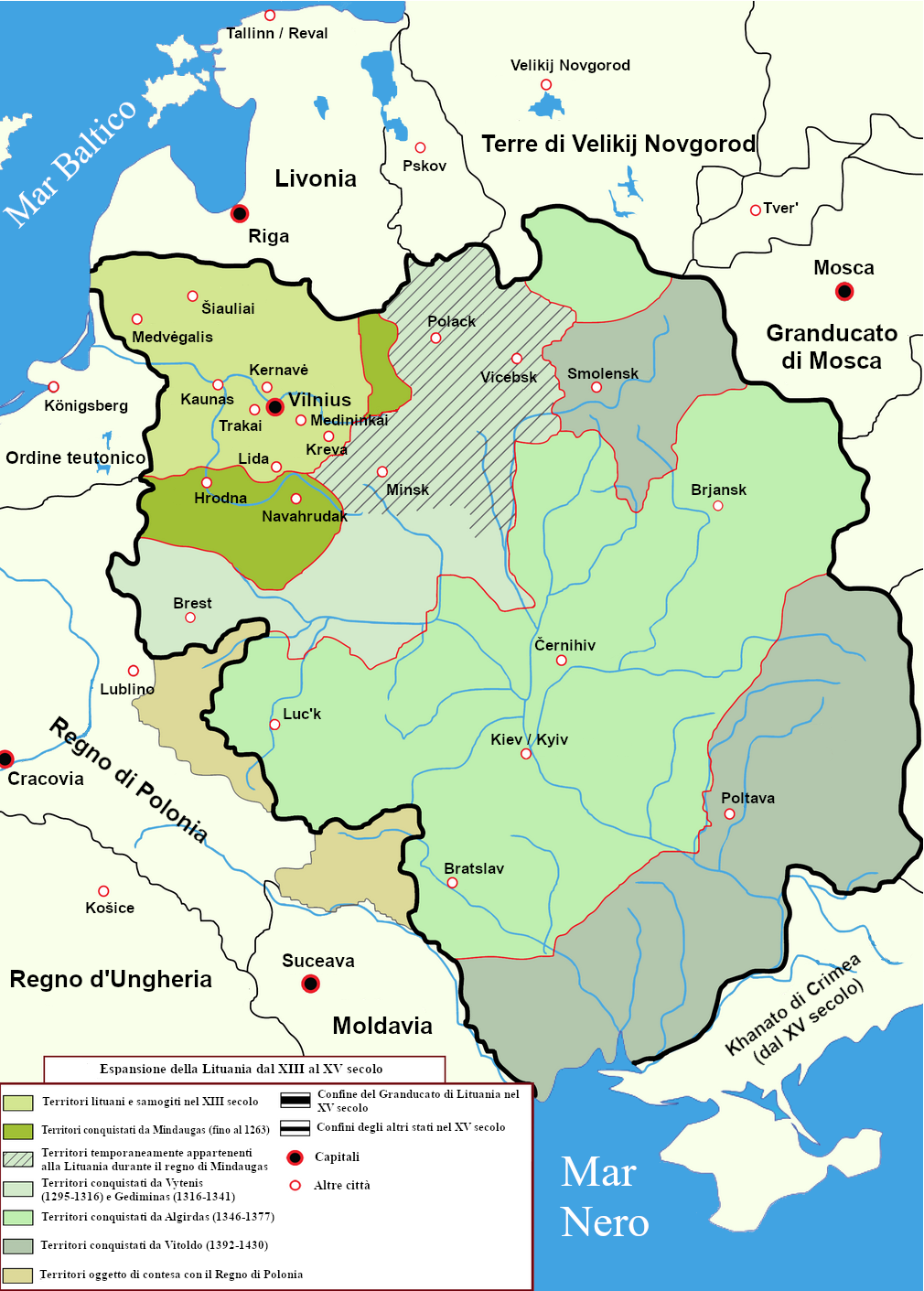
Cartina storica che mostra l'espansione del Granducato di Lituania tra il XIII e il XV secolo

Dopo la morte del suo sovrano Mehemmet Birde Bek nel 1359, l'Orda d'Oro andò incontro a una serie di contrasti e guerre di successione che durarono un ventennio (1359-1381) ed iniziò a frantumarsi in distretti separati (ulus). Approfittando delle loro lotte intestine, il granduca lituano Algirdas organizzò una campagna nelle terre dei Tartari. Egli mirava a proteggere ed espandere i territori meridionali del Granducato di Lituania, in particolare il Principato di Kiev. L'odierna capitale ucraina era già passata in parte sotto la sfera d'influenza lituana dopo la battaglia sul fiume Irpin', verso il 1320, ma continuava a pagare tributi all'Orda.

## Battaglia
Nel 1362 o 1363, Algirdas marciò tra il Dnepr inferiore e il Bug Orientale. Preventivamente, Algirdas aveva sottomesso le terre ancora non assoggettate del Principato di Černihiv: la maggior parte di esse, incluso il centro principale Brjansk, era caduta in mano ai lituani intorno al 1357-1358. I baltici si spinsero quindi a Koršev (Коршов), una fortezza la cui ubicazione è ignota situata sulla riva settentrionale del Bystraja Sosna, affluente del fiume Don. È molto probabile che Algirdas avesse diretto le sue truppe anche verso l'ex Principato di Perejaslav. L'area apparteneva all'ulus di Crimea, impegnato al tempo in una campagna militare contro Saraj e non poteva opporre una resistenza efficace. In autunno, l'esercito lituano si mosse verso ovest e superò il fiume Dnepr dirigendosi verso la Podolia. Tre bey tartari della regione decisero a quel punto di agire per fermare gli invasori e radunarono un esercito in tempi ristretti. Si ritiene che gli eserciti si siano scontrati presso l'odierna Torhovytsia (in ucraino: Торговиці), più o meno al centro della moderna Ucraina. A quel tempo la città era conosciuta come Yabgu in turco, sede del governatore locale, e Sinie Vody in russo, ovvero Acque Blu.
Una breve descrizione della battaglia sopravvive grazie a un'opera posteriore e poco affidabile realizzata da Maciej Stryjkowski, pubblicata nel 1582. Secondo il polacco, Algirdas ripartì il suo esercito in sei gruppi e li dispose a semicerchio. I tartari ingaggiarono per primi lo scontro scagliando frecce ai contingenti laterali della formazione lituana. Tali attacchi sortirono scarso effetto e i lituani e i ruteni, armati di lance e spade, avanzarono e ruppero le linee del fronte dell'esercito tartaro con discreta facilità. I figli di Karijotas, i quali avevano reclutato uomini di Navahrudak, attaccarono i fianchi tartari con le balestre: poiché questi ultimi non riuscirono a mantenere la formazione, seguì una ritirata estremamente confusa. Algirdas ottenne così una vittoria decisiva.

## Conseguenze
La vittoria portò la città di Kiev e gran parte dell'attuale Ucraina, comprese la Podolia e la Dykra, sotto il dominio del Granducato di Lituania, allora in forte espansione. La Lituania ottenne inoltre l'accesso al Mar Nero: per la prima volta nella sua storia, il Granducato amministrava terre che lambivano due mari diversi (l'altro era il Baltico). Algirdas lasciò suo figlio Vladimir a presidiare Kiev. Dopo aver espugnato la città e i suoi dintorni, la Lituania finì per confinare direttamente con la Moscovia. La Podolia fu affidata invece ad Alessandro, Giorgio, Costantino e Teodoro, figli di Karijotas, nipoti di Algirdas e comandanti durante la battaglia.

## Storiografia

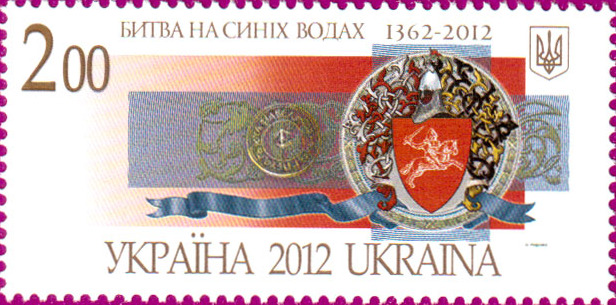
Francobollo dell'Ucraina del 2012 dedicato alla battaglia delle Acque Blu

La battaglia ha ricevuto relativamente scarso approfondimento da parte degli storici, in parte dovuto alla penuria di fonti storiche. Lo scontro viene citato varie volte di sfuggita nelle cronache rutene ed in quelle russe. La fonte di informazioni più importante è il Racconto sulla Podolia, poi incorporato nelle cronache lituane. Il racconto fu elaborato dai lituani quando era in corso la guerra civile lituana (1432-1438), ossia quando la Lituania fronteggiava la Polonia per la supremazia sulla Podolia. A causa di questo contesto storico, il resoconto venne strumentalizzato in maniera tale che potessero risultare legittime le rivendicazioni lituane sulla Podolia, oltre ad esaltare le virtù dei figli di Karijotas: tali venature appannano un'accurata descrizione degli eventi.
Per motivi diametralmente opposti, ovvero per sminuire il successo lituano, gli storici slavi tesero a minimizzare l'importanza della battaglia. Lo storico lituano Tomas Baranauskas afferma che gli storici russi preferirono esaltare la loro vittoria riportata contro i tartari nella battaglia di Kulikovo del 1380, mentre gli storici polacchi non intendevano porre ulteriore attenzione sulle mire espansionistiche lituane riservate alla Podolia. Basti pensare che Jan Długosz, una delle fonti più preziose del XV secolo, non cita affatto la battaglia.
Nel ventesimo secolo l'interesse per le Acque Blu è aumentato. Lo storico polacco Stefan Maria Kuczyński gli ha dedicato uno scritto intitolato Sine Wody (Acque Blu) nel 1935, il lituano Romas Batūra ha pubblicato un'operanel 1975 e l'ucraino Felix Shabuldo si è prodigato nella realizzazione di numerosi articoli. Gli storici ucraini, al riguardo, hanno tenuto due conferenze a Kirovohrad nel 1997 e nel 1998. Una raccolta di scritti sui risultati dei convegni è stata ultimata dall'Istituto di storia dell'Ucraina nel 2005. Nel 2012, si è tenuta un'altra conferenza, stavolta dedicata al 650º anniversario della battaglia, all'Università Vytautas Magnus di Kaunas.